# سیارک ۶۳۵۹
سیارک ۶۳۵۹ (به انگلیسی: 6359 Dubinin، نامگذاری:1977AZ1) شش هزار و سیصد و پنجاه و نهمین سیارک کشف شده‌است که در ۱۳ ژانویه ۱۹۷۷ کشف شد.
قدر مطلق سیارک برابر ۱۱٫۵۰ است.